# 요르단 토루나리가
요르단 토루나리가(독일어: Jordan Torunarigha, 영어: Jordan Torunarigha 조던 토루나리가[*], 1997년 8월 7일 ~ )는 벨기에 프로 리그인 헨트에서 수비수로 활약하고 있는 나이지리아의 축구 선수이다. 오조코조 토루나리가의 아들이자 현 축구 선수인 주니어 토루나리가의 동생이다. 다양한 청소년 연령대에서 독일을 대표하던 그는 나이지리아 국가대표팀으로 합류해 국적을 바꾸었다.

## 구단 경력

### 초기 경력
토루나리가는 켐니츠 출신으로 2006년 어린 시절 헤르타 BSC에 입단해 2016년 12월 19일 첫 프로 계약을 맺었다. 그는 공격수로 활약하다가 헤르타의 U-15 코치 안테 초비치가 수비수로 전향하게 만들었다.

### 헤르타 BSC
2017년 2월 4일, 그는 1-0으로 이긴 FC 잉골슈타트와의 경기에서 90분에 교체로 들어가 1군 데뷔 전을 치렀다. 2017년 4월 5일, 그는 보루시아 묀헨글라트바흐와의 경기에서 첫 선발 출전을 했고, 마르빈 플라텐하르트에게 병환을 호소했고, 막시밀리안 미텔슈타트에게 출장 정지를 당했다. 그는 2017년 5월 13일, 다름슈타트 98과의 경기에서 첫 골을 넣었고, 한 경기를 남겨두고 헤르타 BSC를 5위로 올려놓았다.

#### 헨트로의 임대
2022년 1월 28일, 토루나리가는 벨기에 프로 리그 A의 헨트에 임대로 합류했다.

### 헨트
2022년 7월 19일, 토루나리가는 3년 계약을 체결하며 영구적으로 헨트에 합류했다.

## 국가대표팀 경력
2018년 5월, 청소년 국가대표로 독일을 대표한 후, 그는 나이지리아를 대표할 기회를 거절했다.
2023년 6월, 그는 나이지리아 국가대표팀을 대표하기 위해 충성을 바쳤다고 발표했다.